# Афанасій III Пателар
Патріа́рх Константинопольський Афана́сій III Пателларій (грец. Ἀθανάσιος Πατελλάριος; 1597 Ретімнон, Крит — 5 квітня 1654, Мгарський монастир у Лубнах), також відомий як Святитель Афанасій Цареградський (Сидячий) і Лубенський чудотворець — Константинопольський патріарх у 1634, 1635 та 1652. Святитель, пам'ять — 2 травня, в день пам'яті однойменного йому Афанасія Великого і в Соборі Афонських преподобних (друга неділя після П'ятидесятниці).

## Біографія
Походив із знатного роду, пов'язаного з династією Палеологів. До 26 років жив на Криті в монастирі Аркаді, що перебував під владою венеційців; здобув освіту в монастирі Аркадіу.
В 1631 році був висвячений в митрополита Фессалонікійського; користувався заступництвом свого земляка Патріарха Кирила Лукаріса.
На початку 1634 року в Фанарі знову (втретє) сформувалася принципова опозиція Патріарху Кирилу Лукарісу у зв'язку з публікацією в березні 1629 його Сповідання віри, яке в ряді положень виражало кальвіністські богословські погляди. Для усунення Лукаріса, якого підтримували посольства протестантських держав в Константинополі (насамперед Голландії), незадоволеним митрополитам необхідно було висунути кандидата, прийнятного для католицьких держав; таким претендентом став Афанасій, який заплатив султану готівкою 60 000 талерів, в основному наданих французьким посольством, для зняття Лукаріса і свого призначення. У лютому 1634 року Афанасій був обраний на Патріарший престол і інтронізований 25 березня.
Вже через кілька днів поступився престолом Кирилові Лукарісу, який повернувся з заслання, зважаючи на те, що голландське посольство зуміло виплатити османам суму 70 000 талерів за відновлення (четверте) на престолі Лукаріса.
Після свого другого скинення в 1635 році Афанасій поїхав до Італії, жив в Анконі та Венеції.
Подвизався на Афоні у влаштованій ним келії (монастирі без статусу), де згодом (1849) виник російський Андріївський скит, святинею якого була особиста ікона Патріарха, іменована «У скорботах і печалях Розрадниця»(святкування 19 листопада).
Влітку 1652 року втретє зайняв престол на кілька днів.
8 жовтня 1652 року назавжди покинув Константинополь, відвідав господаря Василя Лупула, Богдана Хмельницького в Чигирині, 22 квітня 1653 року був прийнятий у Москві царем Олексієм Михайловичем.
У Москві, на прохання Патріарха Нікона, написав Чин архієрейського звершення літургії на Сході, який ліг в основу московського виправленого друкованого Чиновника архієрейського служіння, що використовується в РПЦ і нині. Подав царю «зошит», в якому викладав головну мету свого приїзду до Москви: спонукати царя, у союзі українським Запорозьким військом та Молдавією, почати війну з турками, по розгромі яких цар повинен був зайняти престол ромейських імператорів, а Московський Патріарх — вселенську кафедру.
Наприкінці грудня 1653 року виїхав з Москви до Молдавії, щоби прибути до Миколаївського монастиря в Галаці. По дорозі гостив у Богдана Хмельницького.
У лютому 1654 року залишився в Мгарському монастирі (нині на території Лубенського району, Полтавська область), де в середу на Фоминій седмиці, 5 квітня, преставився.
Був похований возсідаючим на троні під амвоном Преображенського храму Мгарського монастиря ігуменом обителі.

## Історія шанування

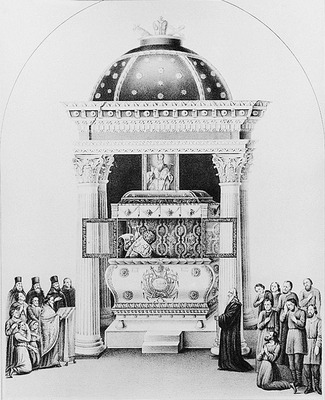
Рака святителя Афанасія в Лубенському монастирі (літографія, 1868 рік)

1 лютого 1662 року, в присутності Газького митрополита Паїсія Лігаріда (який, за його словами, бачив Афанасія в сонному баченні і тепер відвідував монастир), відбулося набуття нетлінних мощей святителя.
В 1672 році цар направив піддячого М. Савіна для проведення розслідування про чудеса, що відбувались від мощей.
В XVIII столітті в Лубенському монастирі зберігалися рукописні житіє святителя і канон.
В 1818 році Полтавський єпископ Мефодій (Пішнячевський) клопотав перед Святішим Синодом про канонізацію Афанасія; клопотання було відхилено. Проте шанування святителя і запис чудес, що відбувалися від його мощей, тривали.
В 1860-х А. М. Муравйов склав нове житіє Афанасія із зазначенням чудес, що відбувалися при його мощах.
Історія канонізації не цілком ясна, але офіційне шанування було прийнято в Російській Церкві наприкінці XIX століття, а після робіт Є. Є. Голубинського, який довів, що шанування було вперше встановлено між 1672 та 1676 митрополитом Київським Йосифом (Нелюбович-Тукальським).
В 1922 році собор, в якому знаходився срібний трон святителя, був розграбований; в 1930-х роках мощі святителя були перенесені в Харків; в 1947 — в Благовіщенський собор міста.